# Divinópolis do Tocantins
Divinópolis do Tocantins is een gemeente in de Braziliaanse deelstaat Tocantins. De gemeente telt 6.623 inwoners (schatting 2009).